# گرجستان در المپیک تابستانی ۲۰۱۶
تیم المپیک گرجستان در رقابت‌های بازی‌های المپیک تابستانی ۲۰۱۶ ریو، برزیل حضور داشت که این دوره ششمین حضور متوالی این کشور در بازی‌های المپیک تابستانی پس از استقلال کشور از اتحاد جماهیر شوروی به‌شمار می‌رود.

## مدال‌آوران
| مدال | نام                 | رشته       | رده                     | تاریخ     |
| ---- | ------------------- | ---------- | ----------------------- | --------- |
| طلا  | لاشا تالاخادزه      | وزنه‌برداری | مردان ۱۰۵+ کیلوگرم      | ۱۶ August |
| طلا  | ولادیمر خینچگاشویلی | کشتی       | Men's freestyle 57 kg   | ۱۹ August |
| نقره | Varlam Liparteliani | جودو       | Men's 90 kg             | ۱۰ August |
| برنز | لاشا شاوداتواشویلی  | جودو       | Men's 73 kg             | ۸ August  |
| برنز | شماگی بولکوادزه     | کشتی       | Men's Greco-Roman 66 kg | ۱۶ August |
| برنز | ایراکلی تورمانیدزه  | وزنه‌برداری | مردان ۱۰۵+ کیلوگرم      | ۱۶ August |
| برنز | گنو پتریاشویلی      | کشتی       | Men's freestyle 125 kg  | ۲۰ August |

## تیراندازی با کمان
کمانداران گرجستان در رقابت‌های جهانی تیراندازی با کمان در کپنهاگ دانمارک توانستند مجوز حضور در رقابت‌های المپیک را کسب کنند.
| ورزشکار                                         | رده          | دور رکوردگیری | دور رکوردگیری | امتیازات دور ۶۴           | امتیاز دور ۳۲  | امتیاز دور ۱۶  | یک چهارم نهایی | نیمه‌نهایی      | نهایی          | نهایی          |
| ورزشکار                                         | رده          | امتیاز        | تعداد         | امتیاز رقیب               | امتیاز رقیب    | امتیاز رقیب    | امتیاز رقیب    | امتیاز رقیب    | امتیاز رقیب    | رتبه           |
| ----------------------------------------------- | ------------ | ------------- | ------------- | ------------------------- | -------------- | -------------- | -------------- | -------------- | -------------- | -------------- |
| کریستن اسبوآ                                    | انفرادی زنان | ۶۱۲           | ۴۵            | Kumari (IND) · L 4–6      | حذف از رقابت‌ها | حذف از رقابت‌ها | حذف از رقابت‌ها | حذف از رقابت‌ها | حذف از رقابت‌ها | حذف از رقابت‌ها |
| یولیا اوبژنیدزه                                 | انفرادی زنان | ۵۹۴           | ۵۷            | Valencia (MEX) · L 4–6    | حذف از رقابت‌ها | حذف از رقابت‌ها | حذف از رقابت‌ها | حذف از رقابت‌ها | حذف از رقابت‌ها | حذف از رقابت‌ها |
| خاتونا نریمانیدزه                               | انفرادی زنان | ۶۲۵           | ۳۴            | Sichenikova (UKR) · L 1–7 | حذف از رقابت‌ها | حذف از رقابت‌ها | حذف از رقابت‌ها | حذف از رقابت‌ها | حذف از رقابت‌ها | حذف از رقابت‌ها |
| کریستین اسبوآ یولیا اوبژنیدزه خاتونا نریمانیدزه | تیمی زنان    | ۱۸۳۱          | ۱۲            | Mexico (MEX) · L 0–6      | حذف از رقابت‌ها | حذف از رقابت‌ها | حذف از رقابت‌ها | حذف از رقابت‌ها |                |                |

## دو و میدانی
دوندگان تیم گرجستان تاکنون تنها توانسته‌اند سه نفر را راهی رقابت‌های دو و میدانی کنند.
کلید
- نکته– رتبه‌های داده شده مربوط به دور گرم کردن ورزشکاران می‌شود
- Q = واجد شرایط برای دور بعدی
- q = واجد شرایط برای دور بعدی به عنوان سریع‌ترین بازنده و یادر زمینه حوادث با موقعیت بدون دستیابی به این هدف مقدماتی
- NR = رکورد ملی
- N/A = دور قابل اجرا نیست برای این رویداد
- خداحافظ = ورزشکار مجاز به ادامه در دور بعدی نیست

مردان
رقابت پیست و جاده
| ورزشکار            | رقابت  | نهایی   | نهایی |
| ورزشکار            | رقابت  | نتیجه   | رتبه  |
| ------------------ | ------ | ------- | ----- |
| داویتی خارازیشویلی | ماراتن | ۲:۲۰:۴۷ | ۷۲    |

رقابت‌های میدانی
| ورزشکار        | رقابت      | امتیازات | امتیازات | امتیاز نهایی     | امتیاز نهایی     |
| ورزشکار        | رقابت      | فاصله    | موقعیت   | فاصله            | موقعیت           |
| -------------- | ---------- | -------- | -------- | ---------------- | ---------------- |
| بنیک آبرامیان  | پرتاب وزنه | ۱۸٫۷۲    | ۳۱       | بدون پیشرف و حذف | بدون پیشرف و حذف |
| باچانا خوراآوا | پرش بلند   | ۷٫۷۷     | ۱۹       | بدون پیشرف و حذف | بدون پیشرف و حذف |
| لاشا توگویادزه | پرش سه‌گانه | نا موفق  | —        | بدون پیشرف و حذف | بدون پیشرف و حذف |

زنان
رقابت‌های میدانی
| ورزشکار         | رقابت    | صلاحیت | صلاحیت | نهایی             | نهایی             |
| ورزشکار         | رقابت    | فاصله  | موقعیت | فاصله             | موقعیت            |
| --------------- | -------- | ------ | ------ | ----------------- | ----------------- |
| والنتیا لیاشنکو | پرش بلند | ۱٫۸۰   | =۳۲    | بدون پیشرفت و حذف | بدون پیشرفت و حذف |

## قایق‌رانی

### سرعت
گرجستان سهمیه حضور در مسابقات سرعت قایق‌رانی مردان را توانسته بود در بازی‌های اروپایی دویسبورگ آلمان کسب کند و برای اولین‌بار در این رشته در المپیک حضور یابد.
| ورزشکار       | رقابت             | دور گرم کردن | دور گرم کردن | نیمه نهایی | نیمه نهایی | نهایی  | نهایی |
| ورزشکار       | رقابت             | زمان         | رتبه         | زمان       | رتبه       | زمان   | رتبه  |
| ------------- | ----------------- | ------------ | ------------ | ---------- | ---------- | ------ | ----- |
| زازا ناریادزه | مردان C-1 200 متر | ۴۱٫۴۲۳       | 4 Q          | ۴۰٫۱۴۶     | 1 FA       | ۳۹٫۸۱۷ | ۵     |

نشان‌های صلاحیت: FA = واجد شرایط برای نهایی (مدال); FB = واجد شرایط برای نهایی B (بدون مدال)

## شمشیر بازی
گرجستان برای اولین بار پس از سال ۱۹۹۶ در رقابت‌های شمشیربازی المپیک حضور پیدا کرد و ساندرو بازادزه نمایندگی این کشور را در مسابقات بر عهده داشت. او مجوز حضور در شمشیربازی مردان را در رقابت‌های اروپایی پراگ، جمهوری چک کسب کرده بود.
| ورزشکار        | رده        | از دور ۳۲                   | از دور ۱۶               | یک چهارم نهایی | نیمه نهایی     | نهایی / BM     | نهایی / BM     |
| ورزشکار        | رده        | امتیاز رقیب                 | امتیاز رقیب             | امتیاز رقیب    | امتیاز رقیب    | امتیاز رقیب    | رتبه           |
| -------------- | ---------- | --------------------------- | ----------------------- | -------------- | -------------- | -------------- | -------------- |
| ساندرو بازادزه | سابر مردان | Agresta (سینه بند) · W 15-3 | کیم J-h (KOR) · L 14-15 | حذف از مسابقات | حذف از مسابقات | حذف از مسابقات | حذف از مسابقات |

## ژیمناستیک

### ریتمیک
گرجستان در رقابت‌های ژیمناستیک ریتمیک سال ۲۰۱۵ آلمان با کسب مقام پانزدهم این مسابقات توانست امتیاز المپیک را کسب کند، این مسابقات قهرمانی در اشتوتگارت آلمان برگزار شد.
| ورزشکار       | رده     | توانایی | توانایی | توانایی | توانایی | توانایی | توانایی | نهایی           | نهایی           | نهایی           | نهایی           | نهایی           | نهایی           |
| ورزشکار       | رده     | هوپ     | بال     | کلوب    | ریبون   | جمع     | مقام    | هوپ             | بال             | کلوب            | ریبون           | جمع             | مقام            |
| ------------- | ------- | ------- | ------- | ------- | ------- | ------- | ------- | --------------- | --------------- | --------------- | --------------- | --------------- | --------------- |
| سالومه پاژاوا | انفرادی | ۱۷٫۲۳۳  | ۱۷٫۷۸۳  | ۱۷٫۴۳۳  | ۱۶٫۶۶۶  | ۶۹٫۱۱۵  | ۱۴      | Did not advance | Did not advance | Did not advance | Did not advance | Did not advance | Did not advance |

### ترامپولین
گرجستان نماینده‌ای نیز در ترامپولین داشت که این ورزشکار توانسته بود امتیاز حضور در رقابت‌های المپیک را از رقابت‌های قهرمانان ۲۰۱۵ اودنسا، دانمارک کسب کند.
| ورزشکار       | رده  | رده‌بندی | رده‌بندی | نهایی  | نهایی |
| ورزشکار       | رده  | امتیاز  | مقام    | امتیاز | مقام  |
| ------------- | ---- | ------- | ------- | ------ | ----- |
| لوبا گولووینا | زنان | ۹۸٫۲۸۵  | 8 Q     | ۵۱٫۰۱۰ | ۷     |

## جودو
جودو یکی از ورزش‌های پرطرفدار در گرجستان است و در المپیک تابستانی ۲۰۱۶ نیز این کشور هشت سهمیه داشت، پیشتر گرجستان با نمایندگان خود لاشا شاوداتوآشویلی و همچنین آوتاندیلی چریکیشویلی در المپیک لندن درخشیدند.
مردان
| ورزشکار            | رده          | دور ۶۴                        | دور ۳۲                        | دوره ۱۶                          | یک چهارم نهایی             | نیمه نهایی                 | رده‌بندی نهایی          | نهایی/ BM      | نهایی/ BM |
| ورزشکار            | رده          | امتیاز رقیب                   | امتیاز رقیب                   | امتیاز رقیب                      | امتیاز رقیب                | امتیاز رقیب                | امتیاز رقیب            | امتیاز رقیب    | رتبه      |
| ------------------ | ------------ | ----------------------------- | ----------------------------- | -------------------------------- | -------------------------- | -------------------------- | ---------------------- | -------------- | --------- |
| امیران پاپیناشویلی | ۶۰ کیلوگرم   | Pessoa (CAN) · W 011–000      | Gerchev (BUL) · W 000–000 S   | Takato (JPN) · W 100–000         | Mudranov (RUS) · L 000–100 | Urozboev (UZB) · L 000–001 | ۵                      |                |           |
| واژا شاوادتوآشویلی | ۶۶ کیلوگرم   | Gomboč (SLO) · L 000-100      | حذف از مسابقات                | حذف از مسابقات                   | حذف از مسابقات             | حذف از مسابقات             | حذف از مسابقات         | حذف از مسابقات |           |
| لاشا شاواتوآشویلی  | ۷۳ کیلوگرم   | Estrada (CUB) · W 100–000     | Repiyallage (SRI) · W 100–000 | Ono (JPN) · L 000–010            | حذف از مسابقات             | Iartcev (RUS) · W 100–000  | Muki (ISR) · W 100–000 | ۰۳!            |           |
| آواندیلی چریکشویلی | ۸۱ کیلوگرم   | Silva (CUB) · W 001–000       | Turcios (ESA) · W 001–000     | Marconcini (ITA) · W 011–000     | Stevens (USA) · L 000–100  | Nagase (JPN) · L 000–001   | ۵                      |                |           |
| وارلام لیپارتلیانی | ۹۰ کیلوگرم   | Ustopiriyon (TJK) · W 100–000 | Uera (NRU) · W 100–000        | Lkhagvasüren (MGL) · W 000–000 S | Gwak D-h (KOR) · W 100–000 | Baker (JPN) · L 000–001    | ۰۲!                    |                |           |
| بکا گوینیاشویلی    | ۱۰۰ کیلوگرم  | Fletcher (GBR) · W 100–000    | Nikiforov (BEL) · W 101–000   | Maret (FRA) · L 000–010          | حذف از مسابقات             | Haga (JPN) · L 000–000 S   | حذف از مسابقات         | ۷              |           |
| آدام اوکروآشویلی   | +۱۰۰ کیلوگرم | Harasawa (JPN) · L 000–000 S  | حذف از مسابقات                | حذف از مسابقات                   | حذف از مسابقات             | حذف از مسابقات             | حذف از مسابقات         | حذف از مسابقات |           |

زنان
| ورزشکاران  | رده        | دوره ۳۲                        | دوره ۱۶                      | یک چهارم نهایی | نیمه نهایی     | شانس مجدد      | نهایی/ BM      | نهایی/ BM      |
| ورزشکاران  | رده        | امتیاز رقیب                    | امتیاز رقیب                  | امتیاز رقیب    | امتیاز رقیب    | امتیاز رقیب    | امتیاز رقیب    | مقام           |
| ---------- | ---------- | ------------------------------ | ---------------------------- | -------------- | -------------- | -------------- | -------------- | -------------- |
| اشتر استام | ۷۰ کیلوگرم | Tsend-Ayuush (MGL) · W 011–000 | Zupancic (CAN) · L 000–000 S | حذف از مسابقات | حذف از مسابقات | حذف از مسابقات | حذف از مسابقات | حذف از مسابقات |

## تیراندازی
تیراندازان گرجستان که توانسته بودند در رقابت‌های تیراندازی ۲۰۱۴ و ۲۰۱۵ قهرمانی تیراندازی جهان و همچنین سری مسابقات اروپایی بدرخشند با کسب درجه MQS در ۳۱ مارس ۲۰۱۶ توانستند سهمیه لازم برای حضور در المپیک ریو را کسب کنند.
راهیابی به هشتمین حضور متوالی برای گرجستان در این رقابت‌ها ارزشمند بود و همچنین نینو سالوکوادزه با همراهی پسرش تسوتنه ماچاواریانی توانستند اولین رکورد حضور مادر و پسر در المپیک را به نام گرجستان ثبت کنند.
| ورزشکار            | رده               | رده‌بندی | رده‌بندی | نیمه‌نهایی      | نیمه‌نهایی      | نهایی          | نهایی          |
| ورزشکار            | رده               | امتیاز  | مقام    | امتیاز         | مقام           | امتیاز         | مقام           |
| ------------------ | ----------------- | ------- | ------- | -------------- | -------------- | -------------- | -------------- |
| تسوتنه ماچاواریانی | ده متر بادی مردان | ۵۷۴     | ۲۹      | حذف از مسابقات | حذف از مسابقات |                |                |
| تسوتنه ماچاواریانی | ۵۰ متر بادی مردان | ۵۵۲     | ۱۵      | حذف از مسابقات | حذف از مسابقات |                |                |
| نینو سالوکوادزه    | ده متر بادی زنان  | ۳۷۷     | ۳۴      | حذف از مسابقات | حذف از مسابقات |                |                |
| نینو سالوکوادزه    | ۲۵ متر بادی مردان | ۵۸۴     | 3 Q     | ۱۴             | ۶              | حذف از مسابقات | حذف از مسابقات |

## شنا
گرجستان امسال در رشته شنا با دعوتنامه دانشجویی فدراسیون جهانی شنا یا همان Fina حاضر شد و یک زدن و یک مرد برای این کشور در این رشته به رقابت پرداختند.
| ورزشکار           | رده و رقابت           | دور گرم کردن | دور گرم کردن | نیمه‌نهایی      | نیمه‌نهایی      | نهایی          | نهایی          |
| ورزشکار           | رده و رقابت           | زمان         | مقام         | زمان           | مقام           | زمان           | مقام           |
| ----------------- | --------------------- | ------------ | ------------ | -------------- | -------------- | -------------- | -------------- |
| ایراکلی رویشلویلی | چهارصد متر آزاد مردان | ۴:۰۰٫۵۶      | ۴۵           | حذف از مسابقات | حذف از مسابقات |                |                |
| تئونا بوستانشویلی | صد متر قورباغه زنان   | ۱:۲۲٫۹۱      | ۴۳           | حذف از مسابقات | حذف از مسابقات | حذف از مسابقات | حذف از مسابقات |

## تنیس
گرجستان با نیکولوز باسیلاشویلی در رشته تنیس این دوره از المپیک هم حضور داشت. این تنیس‌باز گرجستان مرد شماره ۱۰۱ تنیس دنیاست.
| ورزشکار             | رده        | دوره ۶۴                              | دور ۳۲         | دوره ۱۶        | یک چهارم نهایی | نیمه‌نهایی      | نهایی          | نهایی          |
| ورزشکار             | رده        | امتیاز رقیب                          | امتیاز رقیب    | امتیاز رقیب    | امتیاز رقیب    | امتیاز رقیب    | امتیاز رقیب    | مقام           |
| ------------------- | ---------- | ------------------------------------ | -------------- | -------------- | -------------- | -------------- | -------------- | -------------- |
| نیکولوز باسیلاشویلی | مردان تنها | Cuevas (URU) · L 3–6, 7–6(10–8), 3–6 | حذف از مسابقات | حذف از مسابقات | حذف از مسابقات | حذف از مسابقات | حذف از مسابقات | حذف از مسابقات |

## وزنه‌برداری
| ورزشکار            | رده            | Snatch | Snatch | Clean & Jerk | Clean & Jerk | Total  | Rank |
| ورزشکار            | رده            | Result | Rank   | Result       | Rank         | Total  | Rank |
| ------------------ | -------------- | ------ | ------ | ------------ | ------------ | ------ | ---- |
| Giorgi Chkheidze   | Men's −105 kg  | ۱۷۰    | ۱۴     | 208          | DNF          | ۱۷۰    | DNF  |
| Lasha Talakhadze   | Men's +105 kg  | ۲۱۵    | ۲      | ۲۵۸          | ۱            | ۴۷۳ WR | ۰۱!  |
| Irakli Turmanidze  | Men's +105 kg  | ۲۰۷    | ۴      | ۲۴۱          | =۴           | ۴۴۸    | ۰۳!  |
| Anastasiia Hotfrid | Women's +75 kg | ۱۱۳    | ۱۱     | ۱۳۵          | ۱۲           | ۲۴۸    | ۱۲   |

## کشتی
گرجستان در مجموع یازده کشتی گیران برای هر کلاس های وزن زیر را در مسابقات المپیک واجد شرایط داشت که چهار نفر از آنها در بین شش رده برتر برای رزرو نقاط المپیک در کلیه مسابقات آزاد مردان (به جز 65 و 74 کیلوگرم) در مسابقات جهانی 2015 به پایان رسیدند، در حالیکه چهار اسکیمپ المپیک دیگر به کشتی گیران گرجستان اعطا شد که در دو فینال برتر در این رقابت ها قرار گرفتند. 
سه کشتی گیر دیگر ادعا کردند که باقی مانده های المپیک باقی مانده اند که فهرست مسابقات گرجستان را در مسابقات جداگانه مسابقات جهانی واگذار کنند. یکی از آنها در وزن 98- کیلوگرم آقایان در دیدارهای اولیانبار و دو دیدار دیگر در دیدار نهایی در استانبول.
کشتی آزاد مردان
| Athlete                  | Event   | Qualification               | Round of 16                | Quarterfinal             | Semifinal                | Repechage 1             | Repechage 2              | Final / BM        | Final / BM |
| Athlete                  | Event   | Opposition Result           | Opposition Result          | Opposition Result        | Opposition Result        | Opposition Result       | Opposition Result        | Opposition Result | Rank       |
| ------------------------ | ------- | --------------------------- | -------------------------- | ------------------------ | ------------------------ | ----------------------- | ------------------------ | ----------------- | ---------- |
| Vladimer Khinchegashvili | −57 kg  | Sanayev (KAZ) · W 3–1 PP    | Aliyev (AZE) · W 3–1 PP    | Dubov (BUL) · W 3–1 PP   | Higuchi (JPN) · W 3–1 PP | ۰۱!                     |                          |                   |            |
| Zurabi Iakobishvili      | −65 kg  | Daniel (NGR) · W 3–1 PP     | Chamizo (ITA) · L 1–3 PP   | Did not advance          | Did not advance          | Did not advance         | Did not advance          | ۱۰                |            |
| Jakob Makarashvili       | −74 kg  | Ivanov (BUL) · W 3–1 PP     | Hasanov (AZE) · L 0–4 ST   | Did not advance          | Did not advance          | Did not advance         | Did not advance          | ۱۱                |            |
| Sandro Aminashvili       | −86 kg  | Baranowski (POL) · L 1–3 PP | Did not advance            | Did not advance          | Did not advance          | Did not advance         | Did not advance          | ۱۴                |            |
| Elizbar Odikadze         | −97 kg  | Ketoyev (ARM) · W 3–1 PP    | Ibragimov (KAZ) · W 3–1 PP | Snyder (USA) · L 1–3 PP  | Saritov (ROU) · L 0–4 ST | ۵                       |                          |                   |            |
| Geno Petriashvili        | −125 kg | Kumchev (BUL) · W 4–0 ST    | Zasyeyev (UKR) · W 3–1 PP  | Ghasemi (IRI) · L 1–3 PP | Did not advance          | Jarvis (CAN) · W 3–1 PP | Dlagnev (USA) · W 4–0 ST | ۰۳!               |            |

کشتی فرنگی مردان
| Athlete              | Event   | Qualification                | Round of 16                  | Quarterfinal              | Semifinal              | Repechage 1       | Repechage 2       | Final / BM        | Final / BM |
| Athlete              | Event   | Opposition Result            | Opposition Result            | Opposition Result         | Opposition Result      | Opposition Result | Opposition Result | Opposition Result | Rank       |
| -------------------- | ------- | ---------------------------- | ---------------------------- | ------------------------- | ---------------------- | ----------------- | ----------------- | ----------------- | ---------- |
| Shmagi Bolkvadze     | −66 kg  | Välimäki (FIN) · W 3–0 PO    | Norouzi (IRI) · W 3–0 PO     | Štefanek (SRB) · L 0–5 VT | Inoue (JPN) · W 3–0 PO | ۰۳!               |                   |                   |            |
| Zurabi Datunashvili  | −75 kg  | Kartikov (KAZ) · L 0–3 PO    | Did not advance              | Did not advance           | Did not advance        | Did not advance   | Did not advance   | Did not advance   | ۱۸         |
| Robert Kobliashvili  | −85 kg  | Leyva (MEX) · W 3–0 PO       | Kudla (GER) · L 1–3 PP       | Did not advance           | Did not advance        | Did not advance   | Did not advance   | Did not advance   | ۹          |
| Revazi Nadareishvili | −98 kg  | Guri (BUL) · L 1–3 PP        | Did not advance              | Did not advance           | Did not advance        | Did not advance   | Did not advance   | ۱۰                |            |
| Iakob Kajaia         | −130 kg | Soghomonyan (BRA) · W 4–0 ST | Chernetskyi (UKR) · W 5–0 VT | Semenov (RUS) · L 0–3 PO  | Did not advance        | Did not advance   | Did not advance   | Did not advance   | ۷          |